# Горняк (Тверская область)
Горня́к — посёлок в Вышневолоцком городском округе Тверской области России. До 2019 года являлся административным центром бывшего Горняцкого сельского поселения.
Расположен в 3 км к востоку от города Вышнего Волочка, на железнодорожной линии Москва — Санкт-Петербург. Ближайшая железнодорожная станция — Елизаровка.

## Население
| 2002 | 2010 |
| ---- | ---- |
| 891  | ↘763 |

## Экономика
До 2001 года градообразующим предприятием посёлка был карьер, на котором добывались щебень, гравий, песок, глина и каолин. При карьере имелась обширная инфраструктура: своя железная дорога с выходом на Октябрьскую железную дорогу, ремонтное депо, водонапорная башня, производственные цеха, пункт весового контроля, асфальтовый завод, электростанция. Предприятие обанкротилось, и в начале 2022 года большая часть имущества находилась в полуразрушенном состоянии.

## Инфраструктура
На 2024 год в посёлке функционируют:
- Горняцкая школа, детский сад
- Магазин "Магнит"
- Горняцкий фельшерско-акушерский пункт
- Продуктовый магазин
- Шиномонтаж
- Баня